# جون فيتش (مقاتل)
جون فيتش (بالإنجليزية: Jon Fitch) هو فنان قتال مختلط أمريكي، ولد في 24 فبراير 1978 في فورت واين في الولايات المتحدة.

## وصلات خارجية
- الموقع الرسمي
- جون فيتش على موقع بيلاتور (الإنجليزية)
- جون فيتش على موقع شيردوغ (الإنجليزية)
- جون فيتش على موقع Tapology.com (الإنجليزية)
- جون فيتش على موقع IMDb (الإنجليزية)
- جون فيتش على موقع قاعدة بيانات الفيلم (الإنجليزية)